# ВК Марица (Пловдив)
ВК „Марица“ е волейболен клуб към спортно дружество „Марица“ (осн. 1921 г.), развиващ дисциплината само за жени. Член е на Българската федерация по волейбол.
Клубът е сред водещите в България, шампион на България за 2015 и 2016 години, носител на Купата на България за 2012 и 2015 години, носител на Суперкупата на България през 2015 г. Многократен медалист от републикански първенства и турнири. Отборът е известен с добрата си детско-юношеска школа.
През 2017 година отборът се класира за пръв път за Шампионската лига по волейбол за жени.

## Ръководство
Президент на клуба е Илия Динков, старши треньор – Иван Петков (бивш младежки национал), мениджър – Борис Халачев.

## История
Волейболният клуб към дружество „Марица“ е основан през 1950 г. в Кършияка, Пловдив като част от физкултурното дружество със същото име, основано през 1921 година, и като наследник на работническия волейболен отбор към текстилна фабрика "Марица". Дружеството и фабриката са позиционирани в район Северен (известен още като Каршияка), поради което Каршиякалийки се налага за дълго време като едно от прозвищата на отбора. По-популярното прозвище, задържало се и до днес, обаче е базирано на клубните цветове – Жълто-сините. Инициатори за създаването на клуба са местните спортни деятели Марко Шиваров и Георги Бацелов, които стават и първите ръководители на тима. Първи играещ треньор и капитан на отбора е Ирина Гърбучева, а редом с нея сред първите състезателки на клуба са Атанаска Колева, Ивана Кукова, Ирина Гнутова, Лиляна Андреева, Пенка Кръстева и Теменужка Първанова.
През 1957 година Марица за първи път си извоюва правото да играе в първа дивизия на българския женски волейбол – "А" Републиканска волейболна група.
През 1960 година на работа в клуба постъпва и първият професионален треньор – Георги Марков-Гочо, който заема мястото на Ирина Гърбучева начело на тима. Гочо Марков поставя основите и на школата за подрастващи към клуба, като създава първите детски и девически отбори с момичета от гимназия "Яворов" и други пловдивски училища. Той е откривателят и на най-голямата легенда в историята на клуба – Анка Узунова, бронзов медалист от Олимпиада 1980 и златен и бронзов медалист (съответно през 1981 и 1979 година) от Европейско първенство с националния отбор на България.
През 1961 година Марица печели първата си шампионска титла при момичетата. През 1963 година Жълто-сините за първи път печелят златото за девойки младша възраст, а през 1964 година – и за девойки старша възраст.
ВК „Марица“ развива силна детско-юношеска школа, в която работят висококвалифицирани специалисти.
Клубът е бил общо 16 пъти шампион на страната в различните възрастови групи при подрастващите. Създал е над 100 национални състезателки за различни национални гарнитури. По-изявени имена в клубната история са Ани Узунова, Пенка Айшинова, Таня Мумджиева-Рашева, Величка Шишкова, Весела Големанова, Лилия Богданова, Ваня Денкова, Тянка Солакова, Цанка Симеонова, Даниела Спирова, Анета Германова, Атанаска Атанасова, Ивелина Калайджиева, Светла Лозева, Любка Дебърлиева и Радосвета Тенева.
През 2009 г. отборът получава покана за участие в Балканската лига по волейбол за жени.. През сезон 2009/2010 за първи път в своята история Марица се класира на финал срещу ЦСКА. Марица загуби серията с 0:3, но сребърните медали бяха най-големия клубен успех в историята на клуба. През сезон 2010/2011 Марица участва в третия по-сила европейски клубен турнир по волейбол Челиндж Къп, където загуби и двете си срещи срещу Аполон (Лимасол, Кипър). Марица достига през същия сезон и до финала за Купата на България, но губи от ЦСКА, маричанки се класират отново и на финала на Държавното първенство за жени, но отново губи с 0:3 серията от ЦСКА и за втори път в своята история пловдивчанки печелят сребърните медали в първенството.
През сезон 2011/2012 Марица отново участва в евротурнирите в турнира Челиндж къп, като маричанки са и единствения представител при жените в Европа, след отказването на ЦСКА от участие в турнирите. „Жълто-сините“ започват участието си в турнира от 2-ри кръг, но отново жребият им изиграва лоша шега и те се падат да играят срещу силния полски тим на Импел Гвардия и двата мача са загубени с 0:3 гейма от Марица. В началото на януари Марица достига най-големия си успех в историята, когато спечелва финала за Купата на България след успех с 3:0 във финала срещу Левски волей.
Сезон 2012/2013 започва силно за маричанки и те се устремяват към титлата със само две загуби от силния отбор на Казанлък, който е воден от бившия изпълнителен директор на Марица Стоян Гунчев. Въпреки това Марица завършва на първото място след първия полусезон. През втория обаче в тима има доста контузии, а и основни състезателки са продадени в чужбина, те са заместени от състезателки от 94, 95 набор, като някои от тях дори дебютират в женския волейбол.
В редовния сезон малко не стига на Марица да си осигури медал и завърша на 4-то място, а на полуфиналите отборът е спрян от „черната котка“ ЦСКА след 1:3 в двете срещи. Така Марица завършва на 4-то място през сезон 2012/2013. Отборът не участва в европейските клубни турнири, защото от клуба смятат да изчакат, защото не са готови за евро мачове, правейки изводи от последните два сезона в европейските турнири. Така България остава без участник в Европа за първи път в историята си, след като Левски, ЦСКА и Казанлък също не участват в турнирите.
Сезон 2014/2015 е успешен за Марица, като освен носители на шампионската титла, стават и носители на купата на страната. Шампионките завършват редовния сезон на 2-ро място със 18 победи и 2 загуби при 52т. На Полуфиналите Марица побеждава ВК ЦСКА и във 2-рата мача (1-3 и 3-0). На финала се изправят срещу ВК Левски София победа за Марица в 1-вия мач с 2-3 гейма 2-рия обаче е спечелен от Левски с 3-0 така се стига до 3-ти решаващ мач в който пловдивчанки печелят със 1-3 гейма.
Сезон 2015/2016 маринчанки са финалисти за купата, но губят финалния мач с 3 – 1 гейма (25-9, 22-25, 25-23, 25-17). Затова стават шампионки за втори път в историята си. На 2 ноември 2015 г. за пръв път в историята на женския волейбол се провежда мач за супер купа на България. Трофеят е спечелен от ВК Марица след победа над ВК Левски с 3-1 гейма (19-25, 25-16, 26-24, 25-19).
Редовния сезон Марица завършва със 15 победи и 1 загуба при спечелени 45т. На полуфиналите Отбора се изправя срещу ВК ЦСКА който е категорично победен и във 2-те срещи с по 3-0 гейма. На финала Марица излиза в спор за титлата срещу ВК Левски София в 3 срещи като и трите са спечелени от Марица (2-3: 3-2: 3-1).
Сезон 2016/2017 Марица затвърждава своята доминация в последните години и печели третата си титла и става носител на купата на България.
Редовния сезон Марица завършва със 14 победи от 14 мача и спечелени 42т. На полуфиналите с 2 категорични победи с по 3-0 е победен отбора на Казанлък. На финала последват още 2 категорични победи отново над ВК Левски София с 3-1 и 3-0 гейма. Марица Пловдив печели и финала за Купата на България след победа над Славия с 3-0 гейма (25-15, 25-18, 25-12).
През сезон 2020/2021 продължава доминацията на пловдивския тим в България, като той печели Купата на страната и Шампионата.
През следващите три сезона Марица продължава да е пълен доминант в българското първенство и печели титлите през 22, 23 и 2024 година.

## Успехи
- Шампион – сезон 2014/2015, 2015/2016, 2016/2017, 2017/2018, 2018/2019, 2020/2021, 2021/2022, 2022/2023, 2023/2024
- Вицешампион – сезон 2009/2010, 2010/2011, 2011/2012
- Носител на Купата на България – сезон 2011/2012, 2014/2015, 2016/2017, 2017/2018, 2018/2019, 2020/2021, 2021/2022, 2022/2023, 2023/2024, , 2024/2025
- Носител на Суперкупата на България – 2015
- Финалист в турнира за Купата на България – 2000/2001, 2010/2011, 2015/2016

## Треньорски състав
| Националност | Име               | Длъжност         |
| ------------ | ----------------- | ---------------- |
|              | Илия Динков       | собственик       |
|              | Борис Халачев     | мениджър         |
|              | Иван Петков       | старши треньор   |
|              | Николай Касабов   | помощник-треньор |
|              | Петър Караджов    | физиотерапевт    |
|              | Николай Марков    | пресаташе        |
|              | Благовест Тодоров | статистик        |

## Състав
| №  | Име                |
| -- | ------------------ |
| 1  | Мария Данчева      |
| 2  | Нася Димитрова     |
| 3  | Таня Петкова       |
| 4  | Лора Китипова      |
| 6  | Кремена Каменова   |
| 7  | Десислава Николова |
| 8  | Симона Димитрова   |
| 9  | Кристина Чешляр    |
| 10 | Радосвета Тенева   |
| 11 | Виктория Григорова |
| 12 | Дима Ушева         |
| 13 | Ивелина Монова     |
| 14 | Йоанна Атанасова   |
| 15 | Жана Тодорова      |
| 18 | Силвия Андреева    |
| 20 | Милена Димова      |